# Gala León García
Dit is een Spaanse naam; León is de vadernaam en García is de moedernaam.
Gala León García (Madrid, 23 december 1973) is een voormalig tennisspeelster uit Spanje. Zij begon met tennis toen zij elf jaar oud was. Haar favoriete ondergrond is gravel. Zij speelt linkshandig. Zij was actief in het proftennis van 1990 tot en met 2004. In 1996 maakte zij deel uit van het Spaanse Fed Cup-team dat de finale van "Wereldgroep 1" tegen de Verenigde Staten speelde (en verloor).

## Loopbaan

### Enkelspel
León García debuteerde in 1990 op het ITF-toernooi van Vigo (Spanje). Zij stond in 1993 voor het eerst in een finale, op het ITF-toernooi van Faro (Portugal) – hier veroverde zij haar eerste titel, door de Portugese Sofia Prazeres te verslaan. In totaal won zij zes ITF-titels, de laatste in 1997 in Boedapest (Hongarije).
In 1995 speelde León García voor het eerst op een WTA-hoofdtoernooi, op het toernooi van Warschau. Zij stond in 1998 voor het eerst in een WTA-finale, op het toernooi van Maria Lankowitz – zij verloor van de Zwitserse Patty Schnyder. In 2000 veroverde León García haar eerste en enige WTA-titel, op het toernooi van Madrid, door de Colombiaanse Fabiola Zuluaga te verslaan.
Haar beste resultaat op de grandslamtoernooien is het bereiken van de vierde ronde. Haar hoogste positie op de WTA-ranglijst is de 27e plaats, die zij bereikte in september 2000.

### Dubbelspel
León García was in het dubbelspel minder actief dan in het enkelspel. Zij debuteerde in 1990 op het ITF-toernooi van Vigo (Spanje) samen met landgenote Maria Carmen García. Zij stond in 1992 voor het eerst in een finale, op het ITF-toernooi van Barcelona (Spanje), samen met landgenote Rosa Bielsa – zij verloren van het Argentijnse duo Paola Suárez en Pamela Zingman. In 1994 veroverde León García haar eerste titel, op het ITF-toernooi van Cáceres (Spanje), samen met landgenote Janet Souto, door het Spaanse duo Mariam Ramón Climent en María Sánchez Lorenzo te verslaan. In totaal won zij vier ITF-titels, de laatste in 2002 in Girona (Spanje).
In 1994 speelde León García voor het eerst op een WTA-hoofdtoernooi, op het toernooi van Barcelona, samen met landgenote Janet Souto. Zij bereikten er de tweede ronde. Zij stond in 1999 voor het eerst in een WTA-finale, op het toernooi van Sopot, samen met landgenote María Sánchez Lorenzo – zij verloren van het Argentijnse koppel Laura Montalvo en Paola Suárez. Zij won geen WTA-dubbelspeltitels.
Haar beste resultaat op de grandslamtoernooien is het bereiken van de tweede ronde. Haar hoogste positie op de WTA-ranglijst is de 107e plaats, die zij bereikte in juni 2000.

## Posities op deWTA-ranglijst
Positie per einde seizoen:
| jaartal | ranking enkelspel | ranking dubbelspel |
| ------- | ----------------- | ------------------ |
| 2004    | 214               | –                  |
| 2003    | 96                | 424                |
| 2002    | 129               | 329                |
| 2001    | 41                | 442                |
| 2000    | 32                | 138                |
| 1999    | 53                | 173                |
| 1998    | 53                | 155                |
| 1997    | 58                | 512                |
| 1996    | 89                | 882                |
| 1995    | 134               | 150                |
| 1994    | 329               | 157                |
| 1993    | 289               | 283                |
| 1992    | 477               | 371                |
| 1991    | 694               | 652                |

## Palmares
| Legenda                |
| ---------------------- |
| Grandslamtoernooi      |
| Olympische Spelen      |
| Year-End Championships |
| Tier I                 |
| Tier II                |
| Tier III               |
| Tier IV & V            |

### WTA-finaleplaatsen enkelspel
| nr.              | finaledatum | toernooi            | ondergrond | tegenstandster          | score         |         |
| ---------------- | ----------- | ------------------- | ---------- | ----------------------- | ------------- | ------- |
| Gewonnen finales |             |                     |            |                         |               |         |
| 1.               | 2000-05-27  | WTA Madrid          | gravel     | Fabiola Zuluaga         | 4-6, 6-2, 6-2 | details |
| Verloren finales |             |                     |            |                         |               |         |
| 1.               | 1998-07-12  | WTA Maria Lankowitz | gravel     | Patty Schnyder          | 2-6, 6-4, 3-6 | details |
| 2.               | 2000-07-23  | WTA Sopot           | gravel     | Anke Huber              | 6-7, 3-6      | details |
| 3.               | 2001-07-22  | WTA Knokke-Heist    | gravel     | Iroda Tulyaganova       | 2-6, 3-6      | details |
| 4.               | 2001-07-29  | WTA Sopot           | gravel     | Cristina Torrens Valero | 2-6, 2-6      | details |

### WTA-finaleplaatsen vrouwendubbelspel
| nr.              | finaledatum | toernooi   | ondergrond | partner               | tegenstandsters             | score    |         |
| ---------------- | ----------- | ---------- | ---------- | --------------------- | --------------------------- | -------- | ------- |
| Gewonnen finales |             |            |            |                       |                             |          |         |
| Geen.            |             |            |            |                       |                             |          |         |
| Verloren finales |             |            |            |                       |                             |          |         |
| 1.               | 1999-07-18  | WTA Sopot  | gravel     | María Sánchez Lorenzo | Laura Montalvo Paola Suárez | 4-6, 3-6 | details |
| 2.               | 2000-05-27  | WTA Madrid | gravel     | María Sánchez Lorenzo | Lisa Raymond Rennae Stubbs  | 1-6, 3-6 | details |

## Prestatietabel grandslamtoernooien
| Legenda | Legenda                          |
| ------- | -------------------------------- |
| g.t.    | geen toernooi gehouden           |
| l.c.    | lagere categorie                 |
| –       | niet deelgenomen                 |
| G       | uitgeschakeld in de groepsfase   |
| 1R      | uitgeschakeld in de eerste ronde |
| 2R      | uitgeschakeld in de tweede ronde |
| 3R      | uitgeschakeld in de derde ronde  |
| 4R      | uitgeschakeld in de vierde ronde |
| KF      | uitgeschakeld in de kwartfinale  |
| HF      | uitgeschakeld in de halve finale |
| F       | de finale verloren               |
| W       | het toernooi gewonnen            |
| w-v     | winst/verlies-balans             |

### Enkelspel
| Toernooi        | 1996 | 1997 | 1998 | 1999 | 2000 | 2001 | 2002 | 2003 | 2004 |
| --------------- | ---- | ---- | ---- | ---- | ---- | ---- | ---- | ---- | ---- |
| Australian Open | –    | 1R   | 1R   | 1R   | 1R   | 1R   | 1R   | –    | 1R   |
| Roland Garros   | 4R   | 1R   | 3R   | 4R   | 2R   | 1R   | 1R   | 2R   | 2R   |
| Wimbledon       | 1R   | 3R   | 1R   | 1R   | 2R   | 1R   | 1R   | 1R   | 1R   |
| US Open         | 1R   | 2R   | 3R   | 2R   | 1R   | 2R   | 1R   | 1R   | –    |

### Vrouwendubbelspel
| Toernooi        | 1995 |    | 2000 | 2001 |
| --------------- | ---- | -- | ---- | ---- |
| Australian Open | –    | –  | 1R   |      |
| Roland Garros   | –    | –  | –    |      |
| Wimbledon       | –    | –  | –    |      |
| US Open         | 2R   | 1R | –    |      |